# 창세기전 4
창세기전 4(The War of Genesis 4)은 소프트맥스에서 제작한 창세기전 시리즈의 온라인 게임 버전이다. 게임브리오 3.2로 개발되고 있다. 2012년 말에 첫 공개가 이루어졌으나 장기간 출시 연기가 되었다. 우여곡절 끝에 창세기전 시리즈를 즐긴 많은 올드팬들의 기대를 받으며 2016년 8월 4일 출시되었다.
출시 후 부정적인 평가를 받았고 서비스를 시작한지 1년 만인 2017년 5월 1일에 서비스가 종료되었다.

## 개발
- 2008년 10월에 소프트맥스는 <창세기전 4>의 개발에 들어갔으며, 내부 프로젝트명은 '코드G PJ'이다.
- 2008년 12월 30일 소프트맥스는 게임허브문화산업전문회사와 ‘코드G PJ’의 개발을 골자로 하는 60억 원 규모의 프로젝트 용역 개발 계약을 했다.
- 2010년 4월 20일 창세기전 4의 티저 사이트가 오픈 되었으며, 본래 <창세기전 온라인>이라는 가제로 개발되던 본 프로젝트는 최근 <창세기전 4>로 게임명이 확정됐다.
- 2011년 5월 29일 게임허브문화산업전문회사와의 프로젝트 용역 개발 계약기간이 2011년 9월 30일에서 2012년 9월 30일로 변경됐다. 계약 연장에 따라 계약금액도 60억 원에서 120억 원으로 2배 증가했고, <창세기전 4>의 상용화 시한도 계약 연장과 함께 2011년 9월에서 2012년 9월로 미뤄졌다.
- 어떻게 되었는지는 모르지만, 2014년 3월에 '올해(2014년) 공개할 게임 3신기 중 하나'라고 발표했으나 정작 [이너월드|다른 것]을 내놓고 말았다가, 12월 '내년 1월 31일에 클로즈 베타를 신림동에서 개최한다'고 밝혔다.
- 2015년 1월 12~21일까지의 선발 과정을 거쳐 26일 대상자가 정해지고 31일 신도림에서 시연회가 열렸다. 도중에 '에스카토스 정보국'을 녹음 방송하여, 새 게임에 대한 기대감을 높였으며 (소프트맥스 사상 드물게)[2] 길었던 개발 기간을 투입한 노력에 부합할 정도의 결과물을 봤다는 게 FGT의 평가다.
- 2015년 4월 1차 클로즈드베타 테스트가 있었는데, 이때 모집광고가 특이했다. 창세기전이 출시된 1996년에 맞추어 삐삐라든가 하는 당시의 것을 경품으로 내걸었으며, 만우절을 우회하여 2일부터 모집을 진행. 그러나 평판은 나락으로 떨어졌다. 1월 특별시연회에서도 지적된 문제를 거의 고치지도 않고, '수정에 6개월 이상이 걸린다'며 방어에 열심이었으나 대표작의 최신작답지 않은 모습이라고 십자포화를 맞았다.
- 2015년 9월 2차 클로즈드베타 테스트를 진행한다. 작심했는지, 전작 다시보기 영상만 아니라 성우와 1차 CBT & FFT(비공개테스트[3]) 참여자 인터뷰까지 공개했다.